# اچ‌دی ۱۷۲۵۵۵
اچ‌دی ۱۷۲۵۵۵ یک ستاره است که در صورت فلکی طاووس قرار دارد.